# Thinking Bout You
«Thinking Bout You» (en español: Pensando en ti) es una canción grabada por la cantante y compositora estadounidense Ariana Grande. Fue publicada como la decimoprimera canción perteneciente a su tercer álbum de estudio, Dangerous Woman el 20 de mayo de 2016. 
La canción fue escrita por Peter Svensson, Chloe Angelides, Jacob Kasher Hindlin, Mathieu Jomphe Lépine, y fue producida por Svensson y Billboard.

## Antecedentes
El 10 de abril, la lista de canciones de Dangerous Woman se actualizó en iTunes y mostró cinco canciones explícitas en el álbum. El 16 de abril, Grande reveló la lista de canciones para el álbum a través de Instagram, y «Thinking Bout You» se reveló como una de las pistas explícitas.
A pesar de no contener lenguaje profano, la canción todavía se puede etiquetar como explícita ya que algunos versos contienen referencias a la conducta sexual.

## Presentaciones en vivo
«Thinking Bout You» fue incluida en la gira Dangerous Woman Tour en 2017.Grande se sentaba en el inicio de la pasarela en el escenario e interpretaba la canción mientras en la pantalla se proyectaban iluminaciones de diferente color que comenzaban a formar figuras de personas abrazándose en la cual aparecían tanto parejas heterosexuales como homosexuales mostrando el apoyo de Grande a la comunidad LGBT.